# Cuisine soudanaise
La cuisine soudanaise est grandement influencée par les influences interculturelles historiques de la cuisine arabe, nubienne, égyptienne, turque et levantine au Soudan. De nombreux aliments soudanais existent depuis des milliers d’années. Les viandes les plus couramment consommées sont l'agneau et le bœuf, conformément aux lois halal musulmanes. La plupart des repas sont collectifs et souvent partagés avec la famille, les voisins et les invités, dans le cadre de l’hospitalité soudanaise.
Les pains tels que l'aisha (ou aish baladi) et le kisra (ou kasra) - un pain fin semblable à une crêpe - sont consommés avec des ragoûts salés (mollah), du fromage (jibna), des fèves et des falafels (tamiya). Il existe également du tapassa (ou gurasa), un pain fermenté semblable à l'injera éthiopien, mais plus fin et plus petit.

## Pain
Le pain traditionnel se nomme « kisra ». Il ressemble au pain pita ou à l'injera, fin et croustillant, fabriqué avec de la farine, de l'eau et du sel,. Son diamètre le plus courant est de 25 centimètres, il peut accompagner les soupes de légumes ou les bouillons garnis de viande.

## Plats
Parmi les plats typiques :

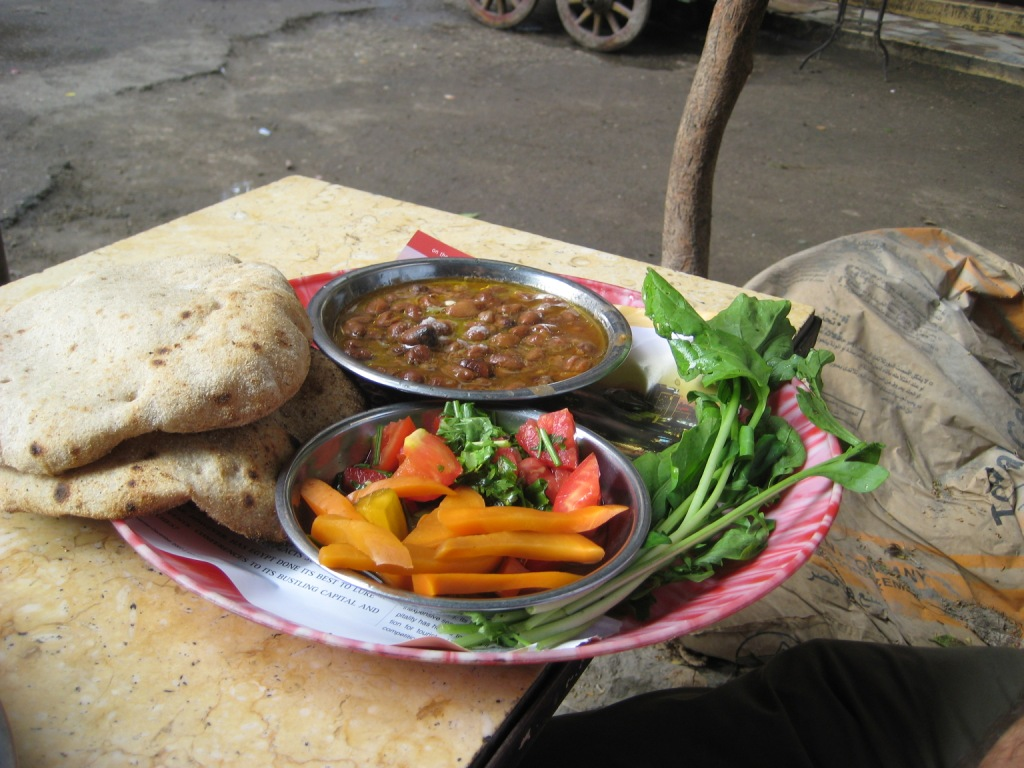
Foul medames.

- le shayaa à base de morceaux d'agneau frits à l'huile, avec ail et oignons ;
- le farakh hala, morceaux de poulet cuits dans une sauce tomate épicée ;
- le bouillon de poulet ;
- le foul, plat populaire à base de fèves pouvant être consommé au petit déjeuner et sa variante plus élaborée, le fasouliya, haricots blancs dans une sauce tomate épicée ;
- la sauce taghaliya, de gombos séchés et broyés avec de l'ail fumé[2].

### Soupes et ragoûts

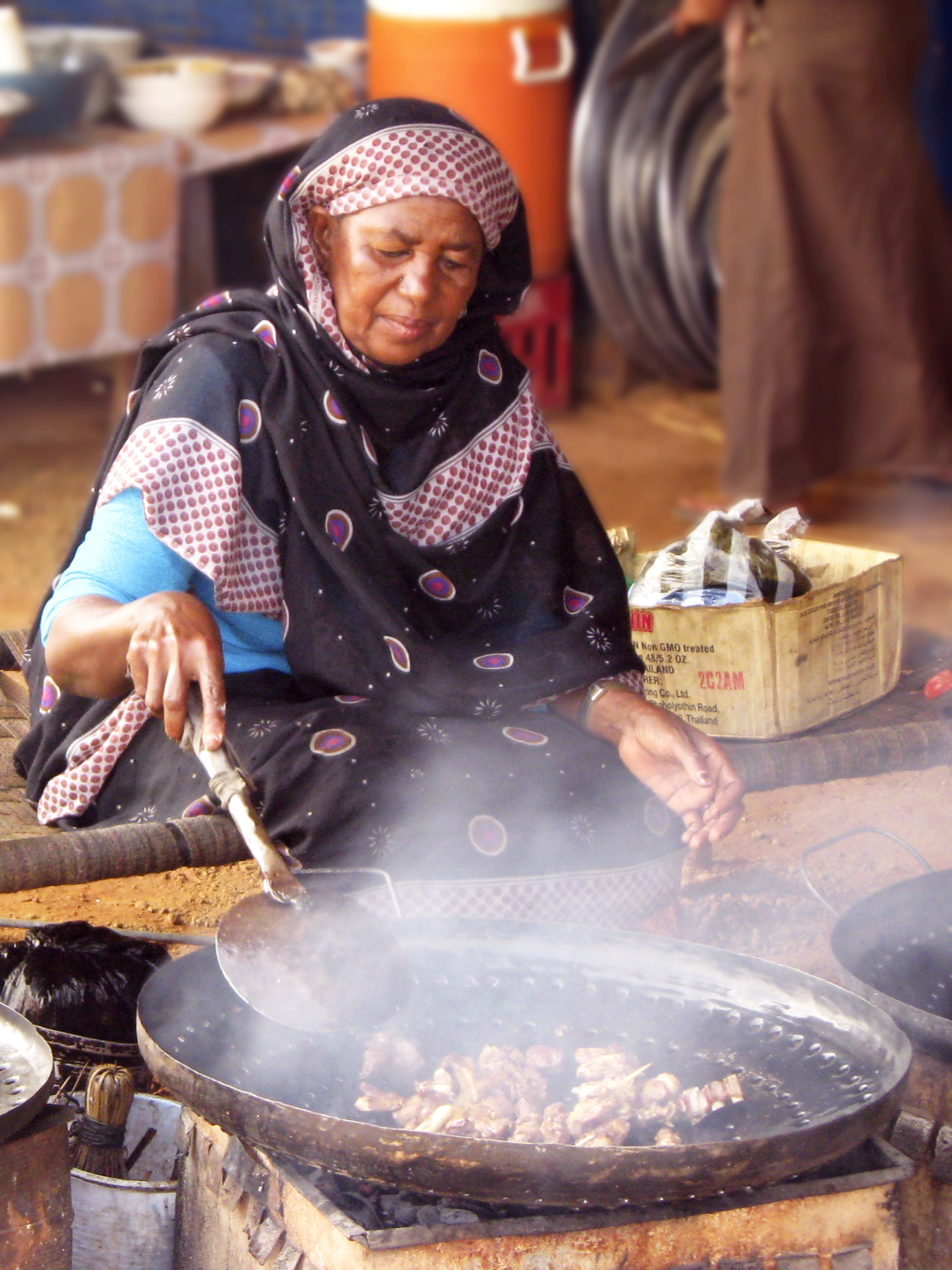
Une femme cuisinant au Soudan

Un mullah (ragoût savoureux) populaire au Soudan est le mullah ahmar, une sauce à base de viande hachée rouge qui est consommée avec de l'asida, un plat composé de farine de blé bouillie moulée en boule. L'Asida est consommée dans toute l'Afrique du Nord. D'autres mollahs utilisent parfois du waika, une sauce spéciale à base de gombo écrasé et de niaimiya, un mélange d'épices qui donne à certains mollahs une texture collante mais savoureuse. Le waika séché est parfois utilisé comme assaisonnement dans le mollah. La plupart des mollahs soudanais mangent soit de la viande, soit d’autres légumes ou légumineuses. Parfois, des viandes assaisonnées sont utilisées, comme dans le mullah sharmout, composé de viandes séchées, d'oignons et de gombo séché (waika écrasé), qui est ajouté à la plupart des types de mullah. Dans les zones rurales de l’ouest du Soudan, les aliments fermentés comme le kawal servaient de substituts à la viande chez les mollahs. Le kawal en poudre est également utilisé comme condiment similaire au poivre noir dans les zones urbaines du Soudan.
Plusieurs ragoûts, dont le waika, le bussaara et le sabaroag, utilisent du ni'aimiya (un mélange d'épices soudanais) et du gombo séché. Le miris est un ragoût à base de graisse de mouton, d'oignons et de gombo séché. L'Abiyad est fabriqué à partir de viande séchée, tandis que le kajaik est fabriqué à partir de poisson séché. En Équatoria (aujourd'hui au Soudan du Sud), les soupes comprennent le kawari, préparé à partir de sabots de bovins ou de moutons avec des légumes, et l'elmussammiya, préparé à partir de foie, de farine, de dattes et d'épices.

## Fromages
- Gibna bayda (en) (fromage blanc)[9],[10].

## Boissons
La boisson la plus populaire est l'eau du robinet ou en bouteille, traditionnellement offerte gratuitement dans de grands pots en terre cuite dans la rue. 
Le café soudanais, le jabana (الجبنة), est original tant par sa préparation (grains broyés avec des épices), que par son goût et le cérémonial qui accompagne son service : cérémonie du café, djebenah.

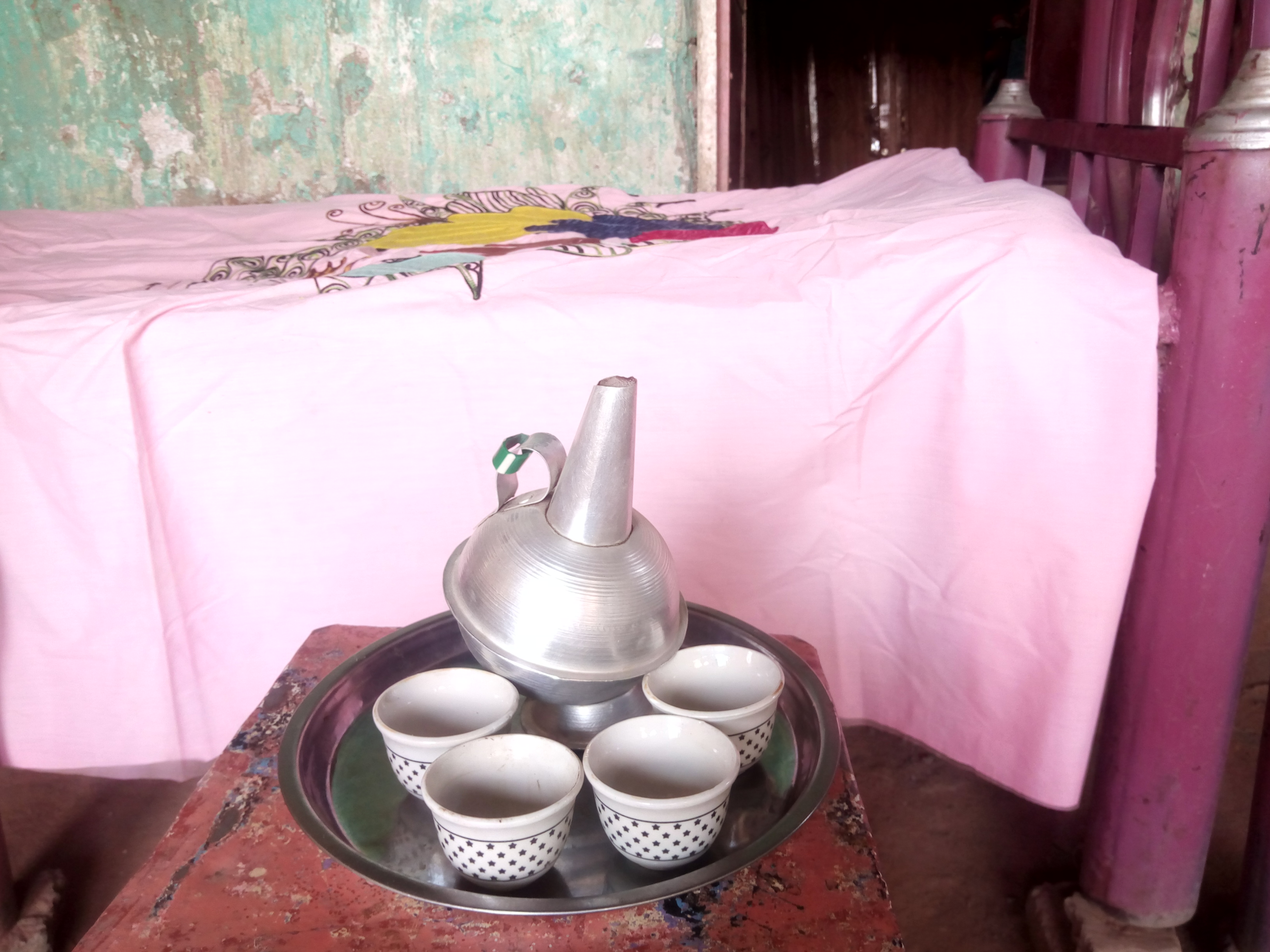
Café soudanais servi dans une chambre.
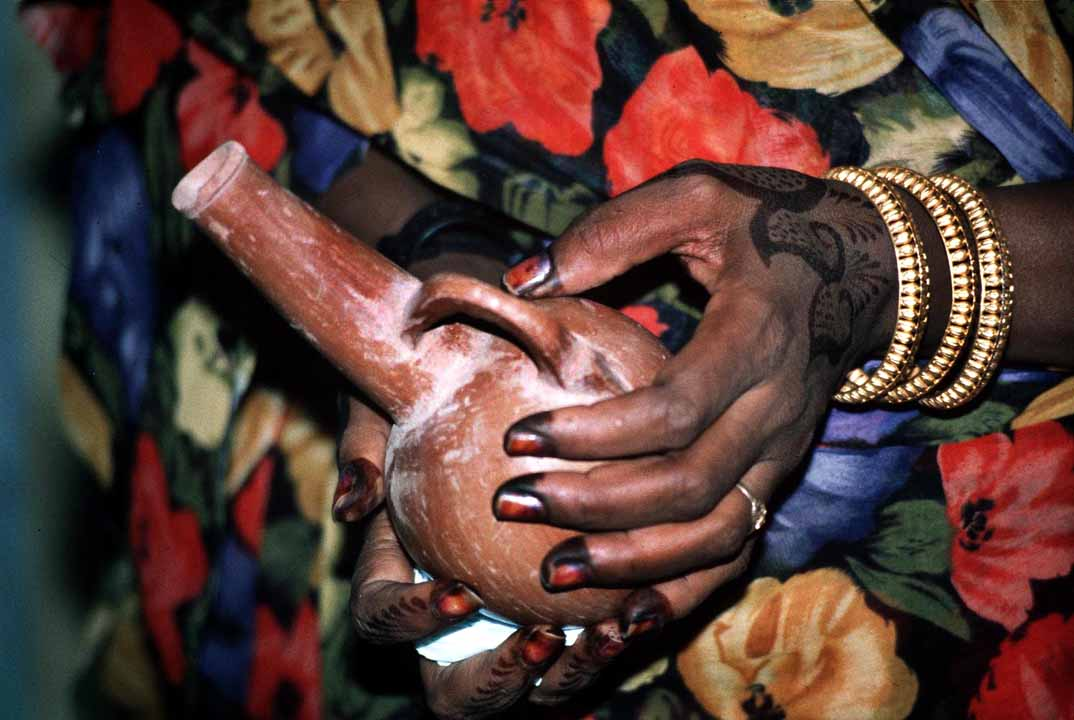
Jebena, pot en terre (2005).
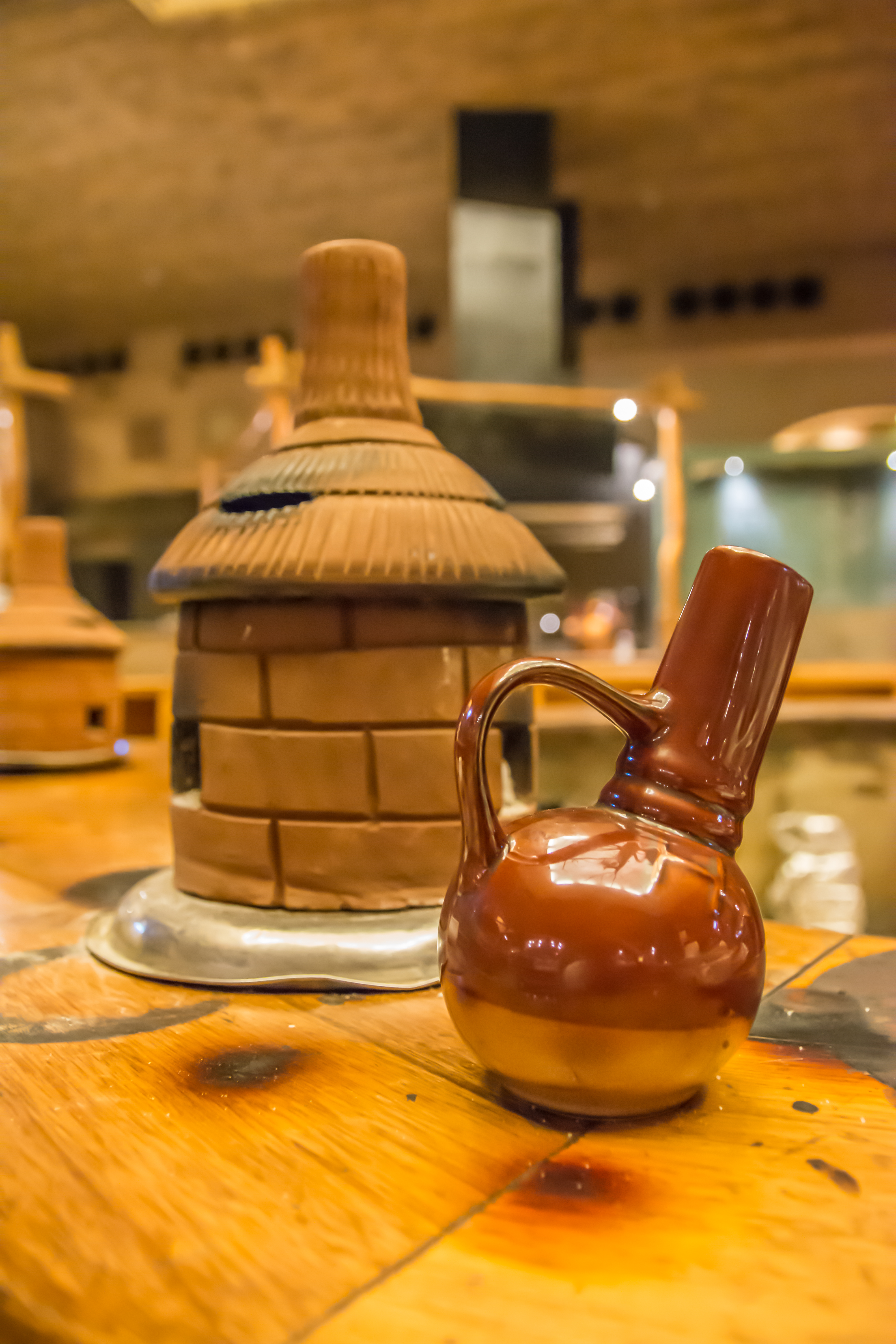
Pot traditionnel.
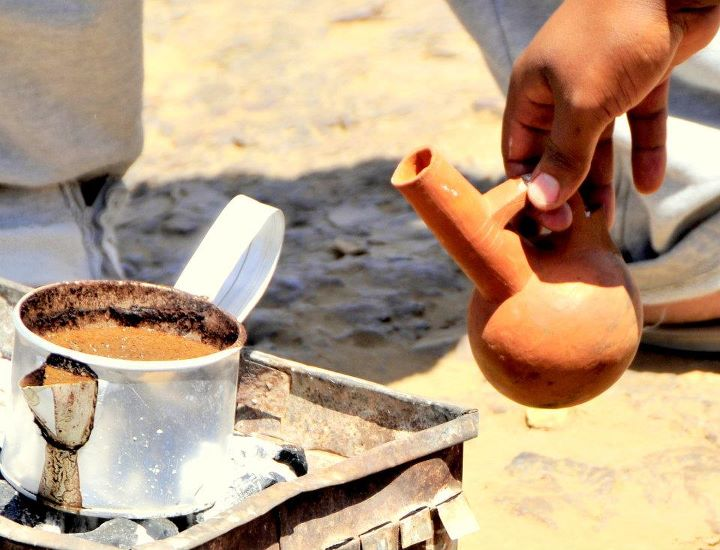
Cafetière jabana soudanaise
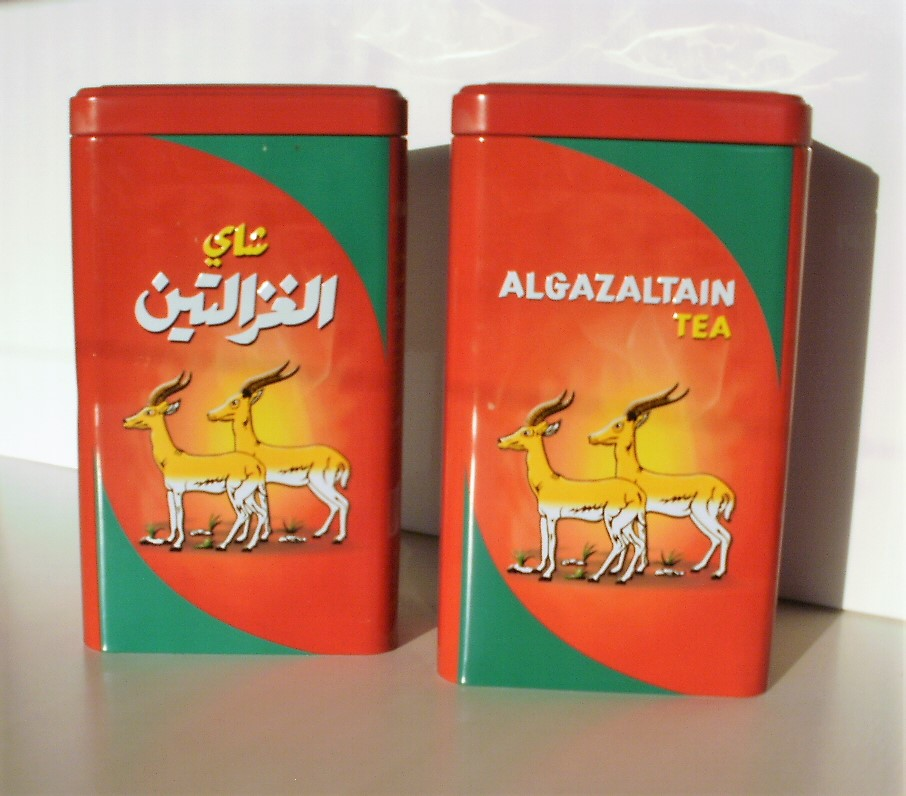
Algazaltain black tea

### Boissons alcoolisées
Historiquement, le Soudan était l'un des rares pays à majorité musulmane à autoriser les boissons alcoolisées traditionnelles et occidentales. Les hommes buvaient du vin de mil, du sharbot (une boisson alcoolisée à base de dattes fermentées) et de l'araqi. Au XXe siècle, certains Soudanais, influencés par les Européens, ont commencé à consommer du whisky et de la bière.
En septembre 1983, l'ancien président soudanais Gaafar Nimeiry a promulgué la charia, marquant l'occasion en déversant de l'alcool dans le Nil,. Depuis lors, la vente, la consommation et l'achat d'alcool sont interdits au Soudan. La peine encourue pour toute infraction à l'interdiction de l'alcool est de 40 coups de fouet. Néanmoins, l'araqi, un gin alcoolisé à base de dattes, a continué d'être brassé illégalement, au mépris de la charia. En 2019, le gouvernement de transition a adopté une nouvelle loi autorisant les boissons alcoolisées pour les non-musulmans.